# Muret-le-Château
Muret-le-Château là một xã trong vùng Occitanie, thuộc tỉnh Aveyron, quận Rodez, tổng Marcillac-Vallon. Tọa độ địa lý của xã là 44° 29' vĩ độ bắc, 2° 34' kinh độ đông. Muret-le-Château nằm trên độ cao trung bình là 500 mét trên mực nước biển, có điểm thấp nhất là 327 mét và điểm cao nhất là 604 mét. Xã có diện tích 14,98 km², dân số vào thời điểm 1999 là 263 người; mật độ dân số là 18 người/km².